# 그레타 스카키
그레타 스카키(이탈리아어: Greta Scacchi, OMRI, 1960년 2월 18일 ~ )는 오스트레일리아의 배우이다. 출생시 이름은 그레타 그라코(Greta Gracco). 아버지는 이탈리아 사람, 어머니는 잉글랜드 사람이다. 이탈리아 밀라노에서 태어나 밀라노, 런던, 오스트레일리아에서 성장하고 18세 때 런던 무대에 단역으로 출연하기 시작했다. 1982년 독일 영화에 출연하였고, 이어 영국 영화와 오스트레일리아 영화에 차례로 출연한 후 할리우드로 활동 무대를 옮겼다. 배우 빈센트 도노프리오와 1989년부터 1993년까지 만남을 가졌으며, 둘 사이에 배우인 딸 레일라 조지가 있다.

## 출연 작품

### 영화
- 인도에서 생긴 일 (1983)
- 어 맨 인 러브 (1987)
- 의혹 (1990)
- 가면의 정사 (1991)
- 바다냄새 나는 여인 (1992)
- 8년만의 정사 (1992, Fires Within)
- 터틀 비치 (1992, Turtle Beach)
- 플레이어 (1992) - 준 구드먼즈도터 역
- 브라우닝 버전 (1994)
- 대통령의 연인들 (1995)
- 엠마 (1996) - 웨스턴 부인 역
- Rasputin: Dark Servant of Destiny (1996)
- 악마의 키스 (1997, The Serpent's Kiss)
- 레드 바이올린 (1998)
- 러브 앤 레이지 (1999)
- Cotton Mary (1999)
- The Manor (1999)
- 알리브란디를 찾아서 (1999, Looking for Alibrandi)
- Jeffrey Archer: The Truth (2002) - 마거릿 대처 역
- 겨울 여행 (2004) - 니콜레타 역
- 비욘드 더 씨 (2004) - 메리 두반 역
- 플라이트플랜 (2005)- 심리치료사 역
- 북 오브 레버레이션 (2006)
- The Handyman (2006) - 단편
- Shoot on Sight (2007)
- 제인 오스틴의 후회 (2007, Miss Austen Regrets) - 커샌드라 역
- 히든 러브 (2007, Hidden Love)
- 브라이즈헤드 리비지티드 (2008)
- 열두살 샘 (2010) - 윌리스 부인 역
- 폴링 (2014) - 이디스 맨틀 역
- 화이트 킹 (2016, The White King)
- 테네레차: 홀딩 핸즈 (2017, La tenerezza)
- 안개 속 소녀 (2017)
- 오퍼레이션 피날레 (2018)
- 웨이팅 포 더 바바리안 (2019) - 마이 역
- 런 래빗 런 (2023) - 조앤 역

### 드라마
- 오딧세이 (1997, The Odyssey)
- 다니엘 데론다 (2002, Daniel Deronda)
- 아가사 크리스티: 미스 마플 (2006) - 엄지손가락의 아픔 편
- 브로큰 트레일 (2006, Broken Trail)
- 나이트메어 앤 드림스케이프 (2006)
- 아가사 크리스티: 명탐정 포와로 (2013)
- 전쟁과 평화 (2016)
- 베르사유 (2017)
- 더 테러 (2017)